# Richard Oberländer

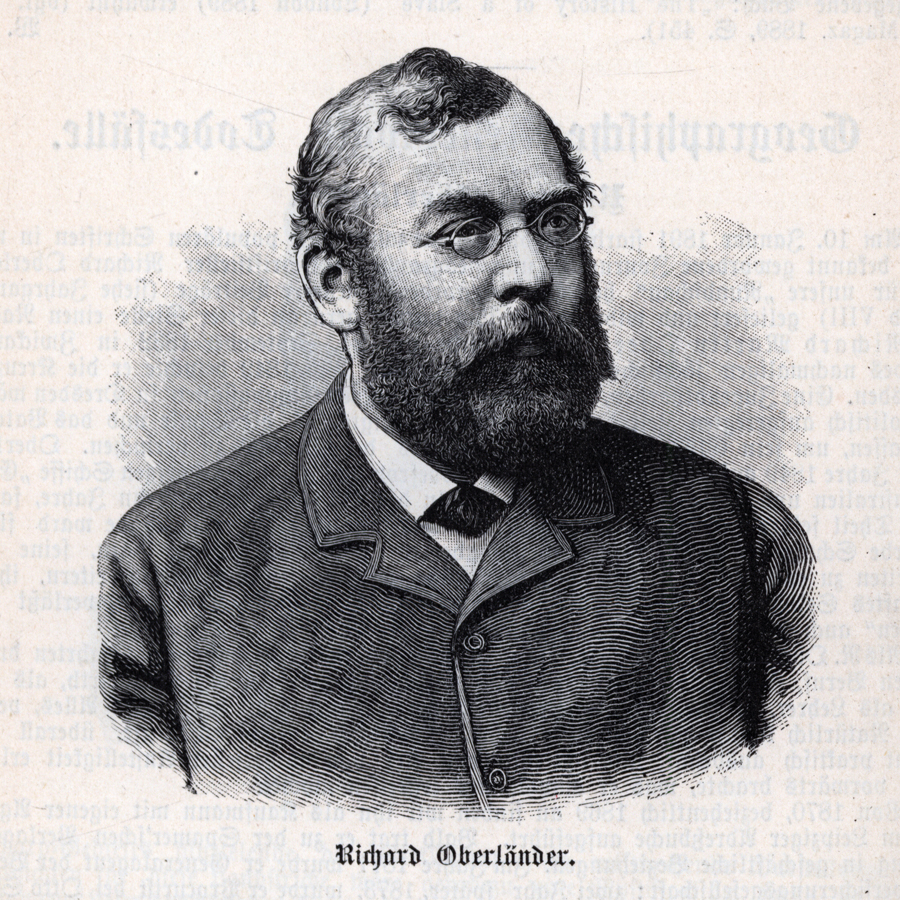
Richard Oberländer, um 1885

Richard Martin Oberländer (* 24. September 1832 in Zwickau, Königreich Sachsen; † 10. Januar 1891 in Berlin) war ein deutscher Kaufmann, Völkerkundler und Schriftsteller. Er war einer der produktivsten Autoren über außereuropäische Gebiete in seiner Zeit.

## Leben und Wirken
Der Vater Martin Gotthard Oberländer war Vizestadtrichter und Vorsitzender des Stadtverordnetencollegiums in Zwickau, die Mutter war Caroline Charlotte, geborene Schumann. Der jüngere Bruder Felix Oberländer (1851–1915) wurde ein bekannter Mediziner und Begründer der Urologie.
Richard Oberländer besuchte das Gymnasium in Zwickau, wahrscheinlich bis 1846. In dem Nachrevolutionsjahr 1849
musste er angeblich Sachsen wegen radikalpolitischer Aktivitäten verlassen, auch sein Vater hatte in dieser Zeit sein Amt als sächsischer Innenminister verloren.
Richard Oberländer zog nach Australien. Dort lebte er die nächsten Jahre als Landwirt und mit weiteren Tätigkeiten. Er war auch auf verschiedenen Südseeinseln und einige Zeit in Westafrika.
Spätestens seit 1868 war Richard Oberländer wieder in Sachsen. 1869 hatte er eine Handelsfirma in Dresden, 1870 in Leipzig. 1871 war er Vertreter der Berliner Lebensversicherungsanstalt, seit 1873 Prokurist im Verlag von Otto Spamer in Leipzig, dessen Tochter er heiratete.
Seit dieser Zeit veröffentlichte er zahlreiche Schriften vor allem zu ethnologischen Themen. Er war in diesen Jahren wahrscheinlich auch einige Zeit in Afrika.
1883 war er bei der Eröffnung der Northern Pacific Railroad in den westlichen USA auf Einladung von deren Präsidenten anwesend.
Seit 1885 verschlechterte sich sein nervlicher Zustand zunehmend, so dass er nicht mehr schriftstellerisch tätig sein konnte und die letzten Jahre in einem Siechenhaus in Berlin verbrachte.

## Publikationen (Auswahl)
Richard Oberländer verfasste einige Schriften, vor allem zu Gebieten in Ozeanien und Afrika und gab mehrere Zeitschriften und weitere Publikationen heraus. Außerdem verfasste er Artikel für verschiedene Zeitschriften wie Die Gartenlaube. Einige Werke sind digitalisiert.
Autor
- Ozeanien, die Inseln der Südsee. Aeltere und neuere Erforschungsreisen im Gebiete der Inselgruppen des Stillen Ozeans. Mit besonderer Rücksicht auf Leben, Sprache und Sitten der aussterbenden Naturvölker jener Eilande. Otto Spamer, Leipzig 1873
- Westafrika vom Senegal bis Benguela. Reisen und Schilderungen aus Senegambien, Ober- und Niederguinea. Vorzugsweise nach den Berichten von Mungo Park, Lambert, Mage, Winwood Reade, Baikie, Burton, Du Chaissu, Bastian, Rohlfs, Magyar u. A. Mit besonderer Rücksicht auf die „Deutsche Expedition zur Erforschung Innerafrika's“, Spamer, Leipzig, 1874, 3. Auflage 1878
- Livingstones Nachfolger, 6. Auflage 1884

- Der Mensch vormals und heute. Abstammung, Alter, Urheimat und Verbreitung der menschlichen Rassen. Eine Völkerkunde für alt und Jung. Otto Spamer, Leipzig 1878
- Australien. Geschichte der Entdeckung und Kolonisation, Bilder aus dem Leben der Ansiedler in Busch und Stadt. Zweite völlig umgestaltete Auflage. Otto Spamer, Leipzig 1880; nach erster Auflage von Friedrich Christmann
- David Livingstone, 1882
- Cypern, 1882
- Fremde Völker. Ethnographische Schilderungen aus der Alten und Neuen Welt, 1882
- Deutsch-Afrika. Land und Leute, Handel und Wandel, W. Friedrichs, Leipzig 1885

Herausgeber
Schriftenreihen
- Malerische Feierstunden. Das Buch der Reisen und Entdeckungen. Neue illustrierte Bibliothek der Länder- und Völkerkunde zur Erweiterung der Kenntniß der Fremde. Spamer, Leipzig 1867–1879, 4 Bände (ZDB-ID 2522700-2)
- Über's Meer. Taschenbibliothek für Auswanderer, 1883–1885, 12 Bände, mit Richard Lesser
- Weltpost, 1885, Zeitschrift